# Saman Nariman Jahan
Saman Nariman Jahan (in persiano سامان نریمان جهان‎; Bonab, 18 aprile 1991) è un calciatore iraniano, attaccante del Paykan.

## Carriera

### Club
Ha giocato nella massima serie dei campionati iraniano ed azero.

### Nazionale
Ha giocato nella nazionale iraniana Under-23.